# Discoconchoecia tamensis
Discoconchoecia tamensis är en kräftdjursart som först beskrevs av Poulsen 1973.  Discoconchoecia tamensis ingår i släktet Discoconchoecia och familjen Halocyprididae. Inga underarter finns listade i Catalogue of Life.